# Pusztamérges
Pusztamérges je vas na Madžarskem, ki upravno spada pod podregijo Mórahalmi Županije Csongrád.